# Académie Julian
Académie Julian var en privat kunstskole oprettet 1868 i Passage des Panoramas (sv) i Paris af den franske maler Rodolphe Julian (sv). Den blev senere fusioneret med École Supérieure d'Arts Graphiques-Penninghen.
Académie Julian blev populær af flere grunde: 
den lå i Paris som allerede var et center for kunst, 
og skolen blev betragtet som forberedelse til optagelse på École des Beaux-Arts.
Den muliggjorde også at man kunne deltage i konkurrencen om et fransk kunstnerstipendium til Prix de Rome. 
Deuden havde kvinder adgang i modsætning til på École des Beaux-Arts.
| - Billeder fra undervisningen på Académie Julian - Marie Bashkirtseff: "I atelieret", 1881 Skildrer undervisningen for kvindelige elever på akademiet, hvor hun havde været elev. - En gruppe kvindelige kunststuderende, o. 1885 - Gruppeportræt, 1886 - En gruppe kvinder ved Académie Julian, 1889 - William Bouguereaus atelier ved Académie Julian, 1891 - Lærere ved Académie Julian, ca. 1892 |

| - Plakat (1897) – Omslag (1903) – Bygning - Plakat for den første årlige elevudstilling, 1897. Af David Widhopff - Omslag til tidsskrift nr. 3, januar 1903. - Académie Juliens bygning på rue Du Dragon i Paris, som i dag huser "l'École suppérieure d'arts graphiques Penninghen"(fr) ('ESAG Penninghen') |